# Семено-Никольское
Семёно-Никольское — деревня в Рязанском районе Рязанской области. Входит в Семёновское сельское поселение.

## География
Находится в центральной части Рязанской области на расстоянии приблизительно 7 км на юго-запад по прямой от вокзала станции Рязань II.

## История
На карте 1924 года была отмечена как Семеновские выселки. Но уже на карте 1941 года деревня отмечена с современным названием, также здесь учтено тогда было 48 дворов.

## Население
Численность населения: 60 в 2002 году (русские 98 %), 73 в 2010.